# Tambores de fricción

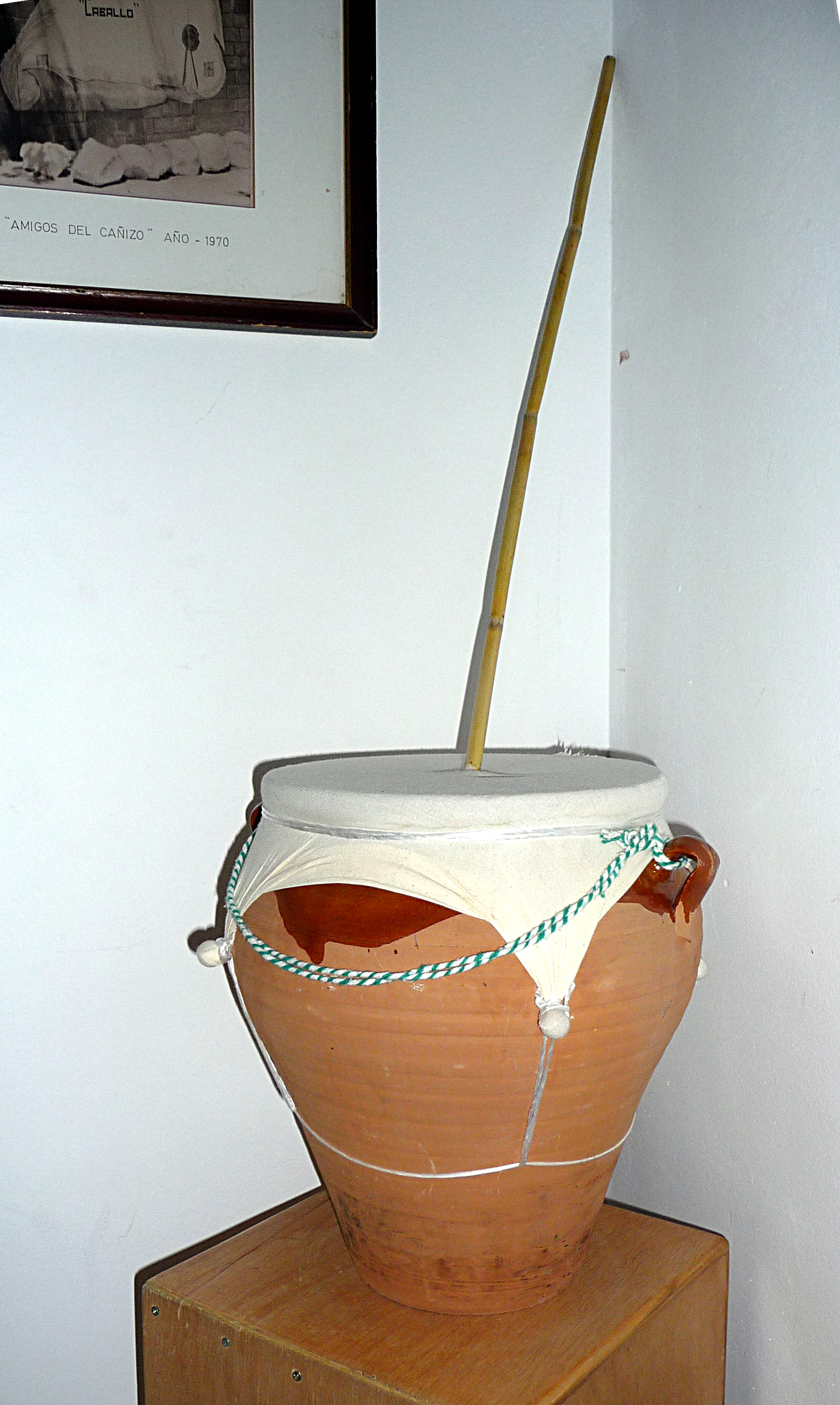
Zambomba de Jerez.

Los tambores de fricción son un tipo de membranófonos en el que la membrana es puesta en vibración por medio de un palo o un cordón. Se puede variar la altura del sonido apretando con la mano opuesta la membrana. A este grupo pertenecen la zambomba española, la cuica brasileña, el furro venezolano, la zambumbia colombiana y el bote mexicano.